# Rothenbach (Rur)
Der Rothenbach ist ein über 14 Kilometer langer Bach im Kreis Heinsberg im Regierungsbezirk Köln Nordrhein-Westfalens und in der niederländischen Provinz Limburg, der dort im Dorf Vlodrop der Gemeinde Roerdalen von rechts in die Rur mündet. Sein Oberlauf ist der Helpensteiner Bach. Sein niederländischer Name ist Rode Beek.

## Name
Der Helpensteiner Bach ist nach den Herren von Helpenstein benannt; sie besaßen in Dalheim-Rödgen eine Burg und betrieben am Helpensteinsweiher eine Wassermühle.

## Geographie

### Verlauf

#### Helpensteiner Bach
Der Rothenbach entspringt als Helpensteiner Bach einer Quelle auf 84 m ü. NN in Wegberg-Wildenrath an der Friedrich-List-Allee in der Nähe des Siemens-Prüfcenters und läuft dann zunächst in nördlicher Richtung. An der heutigen Helpensteinstraße speiste er den heute weitgehend verlandeten Helpensteinsweiher; im 14. oder 15. Jahrhundert erbauten die Herren von Arsbeck an dieser Stelle die Helpensteiner Mühle. Dann durchfließt er bei Dalheim-Rödgen den Rödgener Weiher, auch Rakyweiher genannt, dort trieb sein Wasser über ein oberschlächtiges Mühlrad bis zum Jahr 1899 die Rödgener Mühle an. Sein weiterer Lauf führt in westlicher Richtung durch ein waldreiches Gebiet und schließlich in den Mühlenteich der denkmalgeschützten Dalheimer Mühle, der zugleich als Regenrückhaltebecken dient.  Die dazu nötigen Baumaßnahmen wurden von deutschen Behörden veranlasst und getragen. Ab der Dalheimer Mühle fließt der Helpensteiner Bach als Rothenbach und Grenzgewässer weiter.

#### Rothenbach
Der Rothenbach ist Grenzgewässer zwischen Deutschland und den Niederlanden auf der Strecke von der Dalheimer Mühle bis zum Effelder Waldsee. An seinem Beginn betreiben die niederländischen Behörden eine Sandfanganlage. Beide Baumaßnahmen, Regenrückhaltebecken und Sandfanganlage nahe der Dalheimer Mühle, wurden in Abstimmung der zuständigen Behörden beider Länder durchgeführt. Der Bachverlauf führt von hier in westlicher Richtung vorbei an der niederländischen Ortschaft Rothenbach nach Vlodrop, wo er die Gitstapper Mühle speist. Weil der Rothenbach mäandriert und auch ständig sein Bett verändert, kommt es an dieser „lebenden Grenze“ immer wieder zu leichten Gebietsveränderungen; sie läuft hier in einem Korridor. Vom Effelder Waldsee aus fließt der Rothenbach auf niederländisches Gebiet über und mündet in Vlodrop auf 28 m ü. NN von rechts und als deren nördlichster Nebenfluss Rode Beek in die Rur.

### Zuflüsse
- Zufluss zum Helpensteiner Bach, 0,848 Kilometer
- Krebsbach,  0,747 Kilometer

## Zuständigkeit und Unterhaltung
Für die Pflege und Unterhaltung der Gewässer Helpensteiner Bach und Rothenbach sind drei Behörden zuständig:
- Helpensteiner Bach, von der Quelle bis zur Dalheimer Mühle: Stadt Wegberg.
- Rothenbach – deutsche Seite, von der Dalheimer Mühle bis zum Effelder Waldsee, Stadt Wassenberg.
- Rothenbach – niederländische Seite („Rode Beek“), von der Dalheimer Mühle bis zur Mündung in die Rur in Vlodrop: Verband Waterschap Roer en Overmaas

## Geschichte

### Grenzziehung

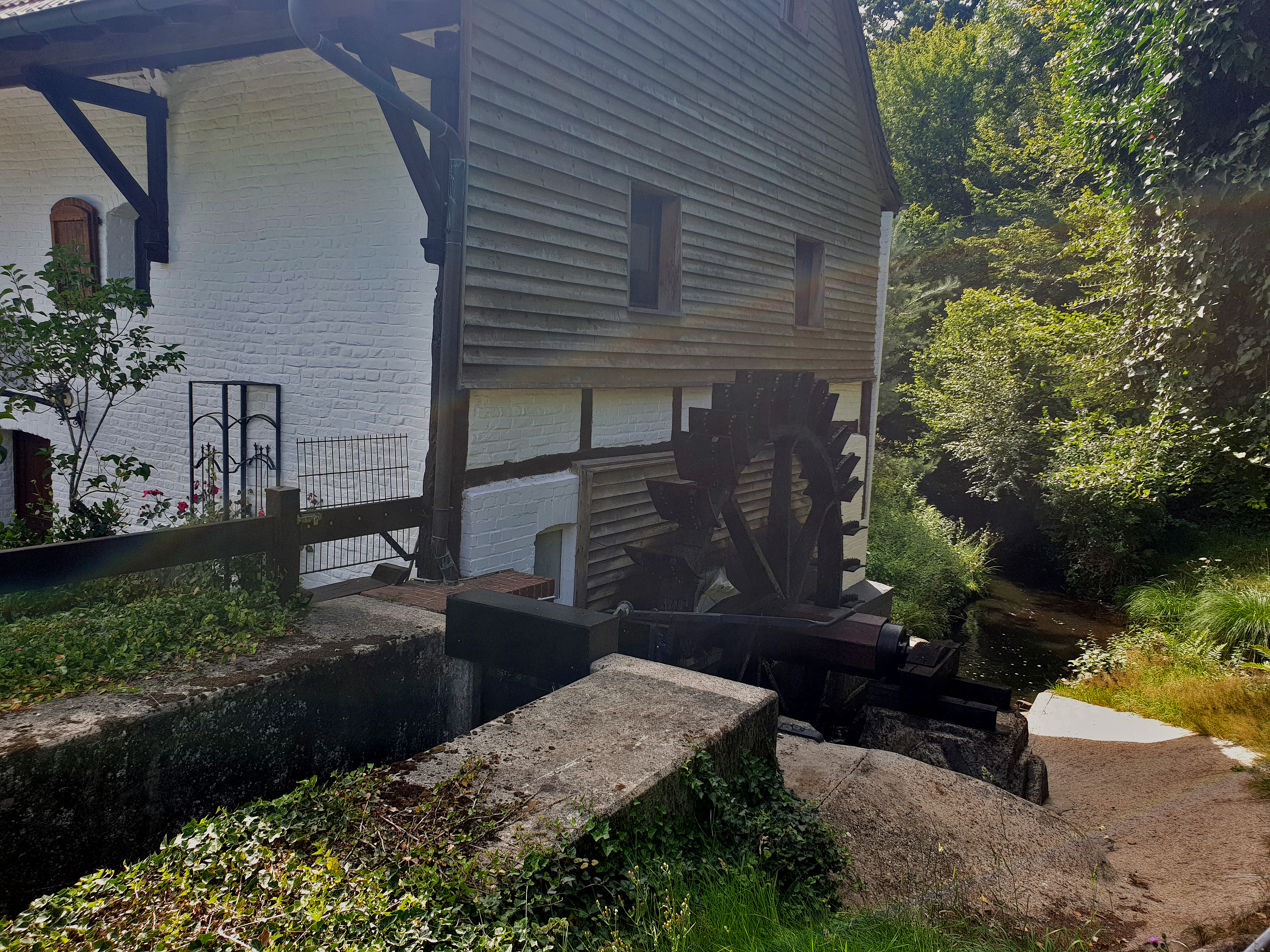
Rothenbach – ab Dalheimer Mühle Grenzgewässer (links D, rechts NL)

Der Rothenbach ist auf einem Abschnitt Grenzfluss zwischen Deutschland und den Niederlanden. Der Grenzverlauf wurde auf dem Wiener Kongress festgelegt. Darin heißt es: 

„…die östlich der Stadt Roermond gelegene ehemalige Herrschaft Dalenbrook  mit den Dörfern Melick, Herkenbosch und Vlodrop des ehemaligen Jülichschen Amtes Wassenberg werden nach Holland verlegt.“

Der Rothenbach wurde zur  natürlichen Gebietsgrenze von Effeld bis zur Dalheimer Mühle erklärt. An der Dalheimer Klostermühle wurde der Grenzstein 376 als Grenzpunkt gesetzt.

### Wassermühlen
- am Helpensteiner Bach:
  - Helpensteiner Mühle in Wegberg-Arsbeck, Kreis Heinsberg
  - Rödgener Mühle in Wegberg-Rödgen
  - Dalheimer Mühle in Wegberg-Dalheim
- am Rothenbach:
  - Gitstapper Mühle in Roerdalen-Vlodrop, Provinz Limburg, Niederlande
  - Vlodroper Mühle in Roerdalen-Vlodrop, Provinz Limburg, Niederlande

## Galerie

Bilder vom Helpensteiner Bach
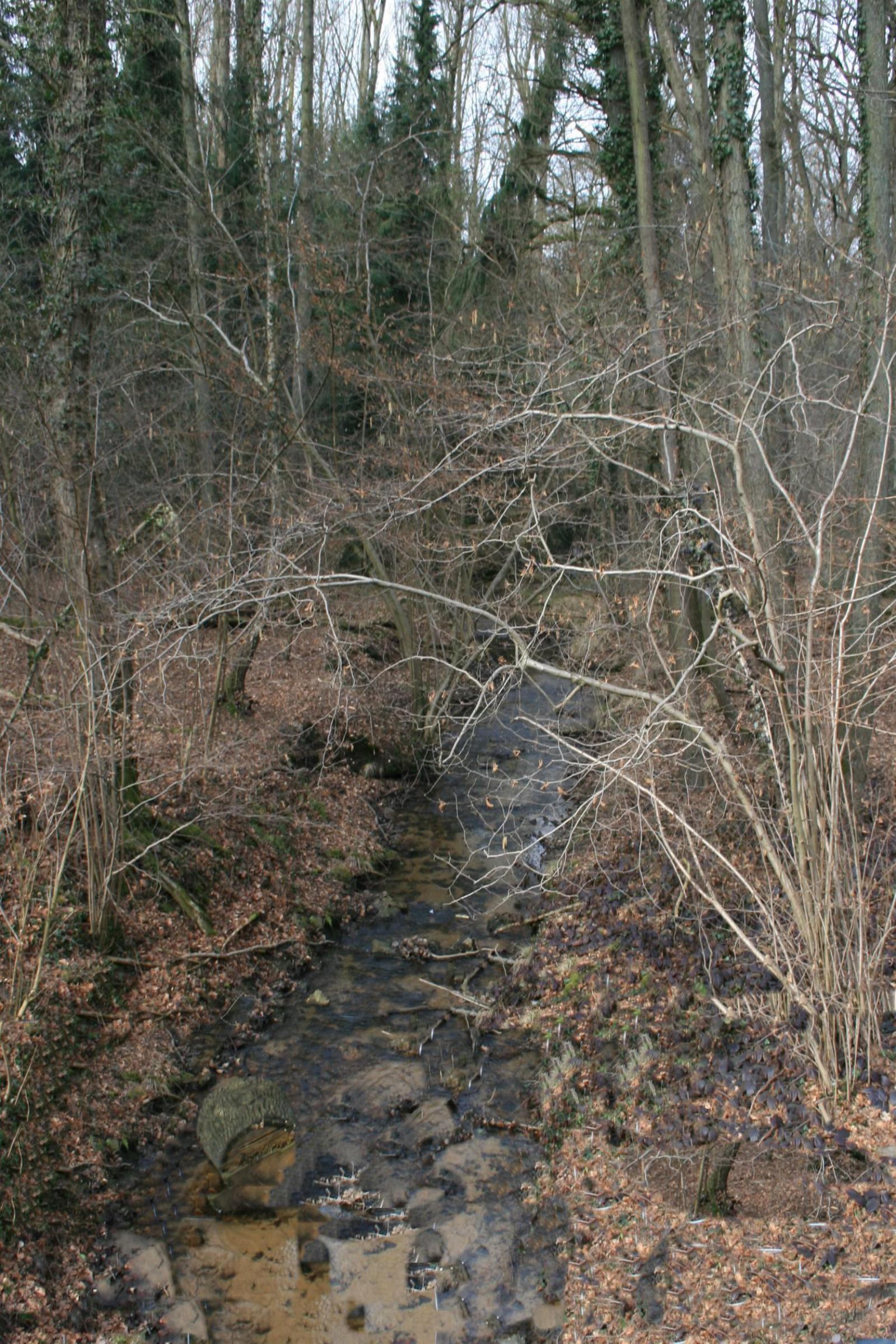
Der Helpensteiner Bach
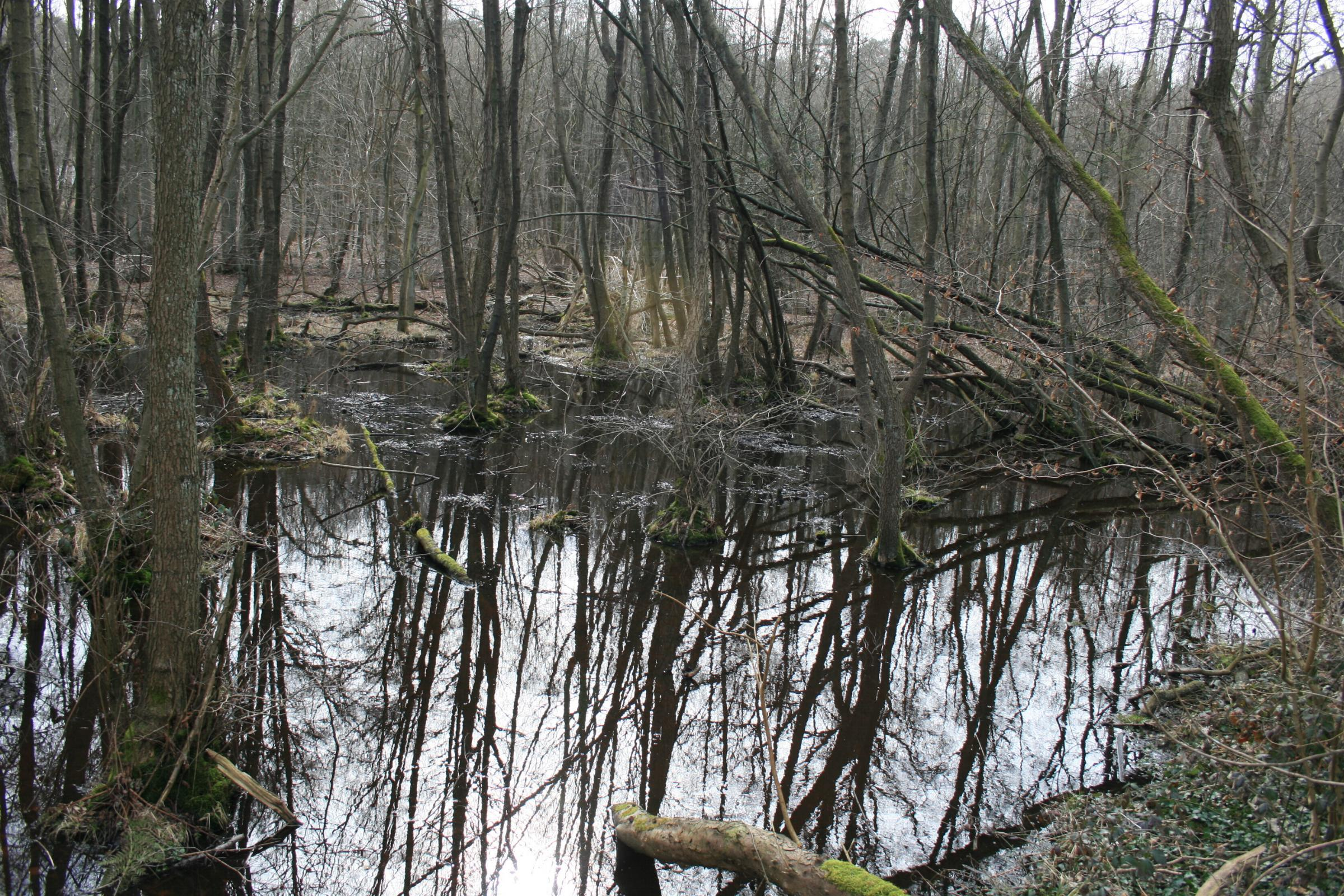
Ehemaliger Helpensteinsweiher
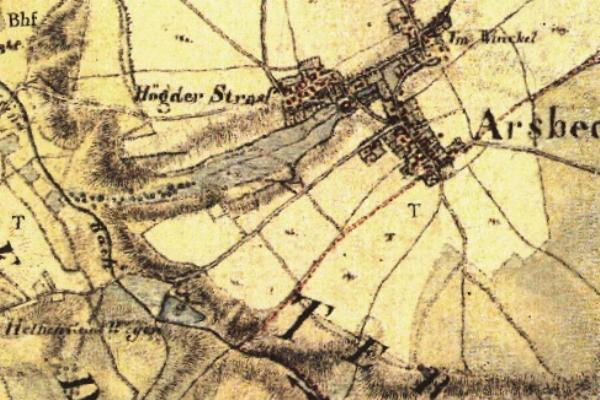
Der Helpensteinsweiher auf der Tranchotkarte 1805/1807
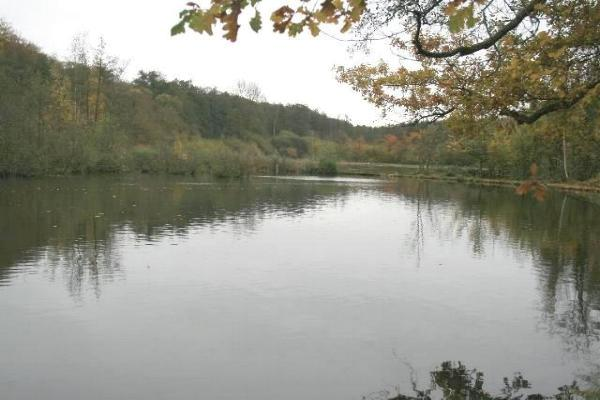
Der Rödgener Burgweiher
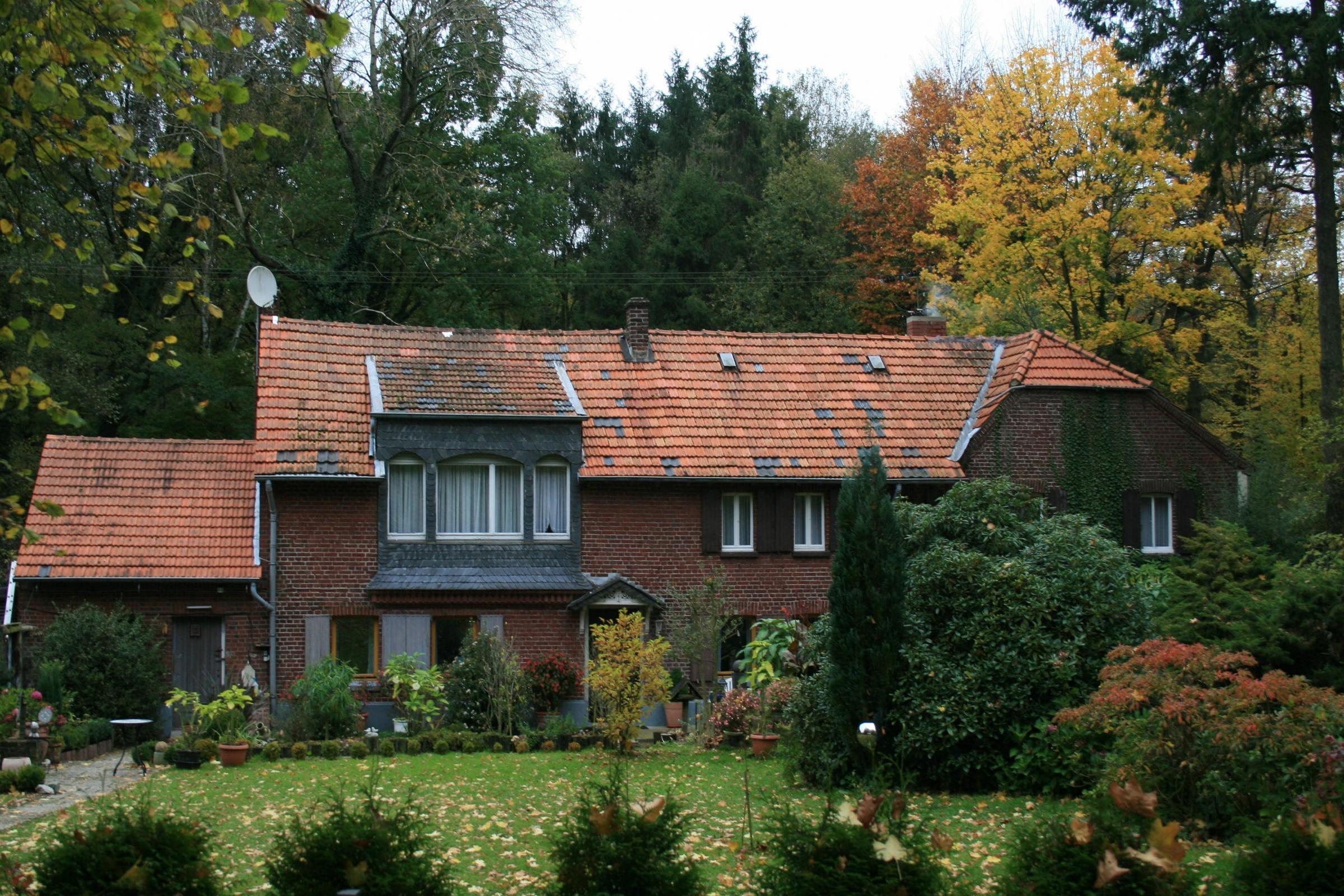
Die Rödgener Mühle
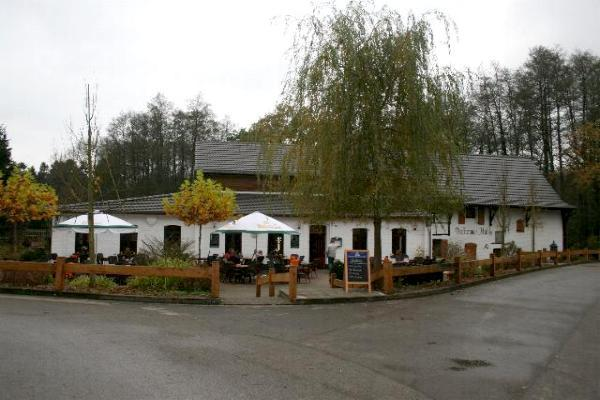
Dalheimer Mühle
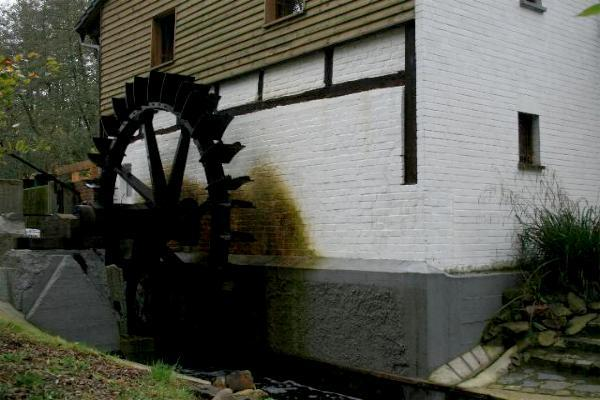
Dalheimer Mühle

Bilder vom Rothenbach
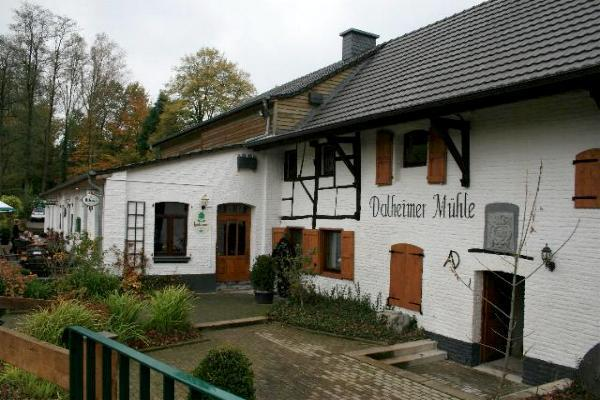
Ab der Dalheimer Mühle wird der Helpensteiner Bach zum Rothenbach
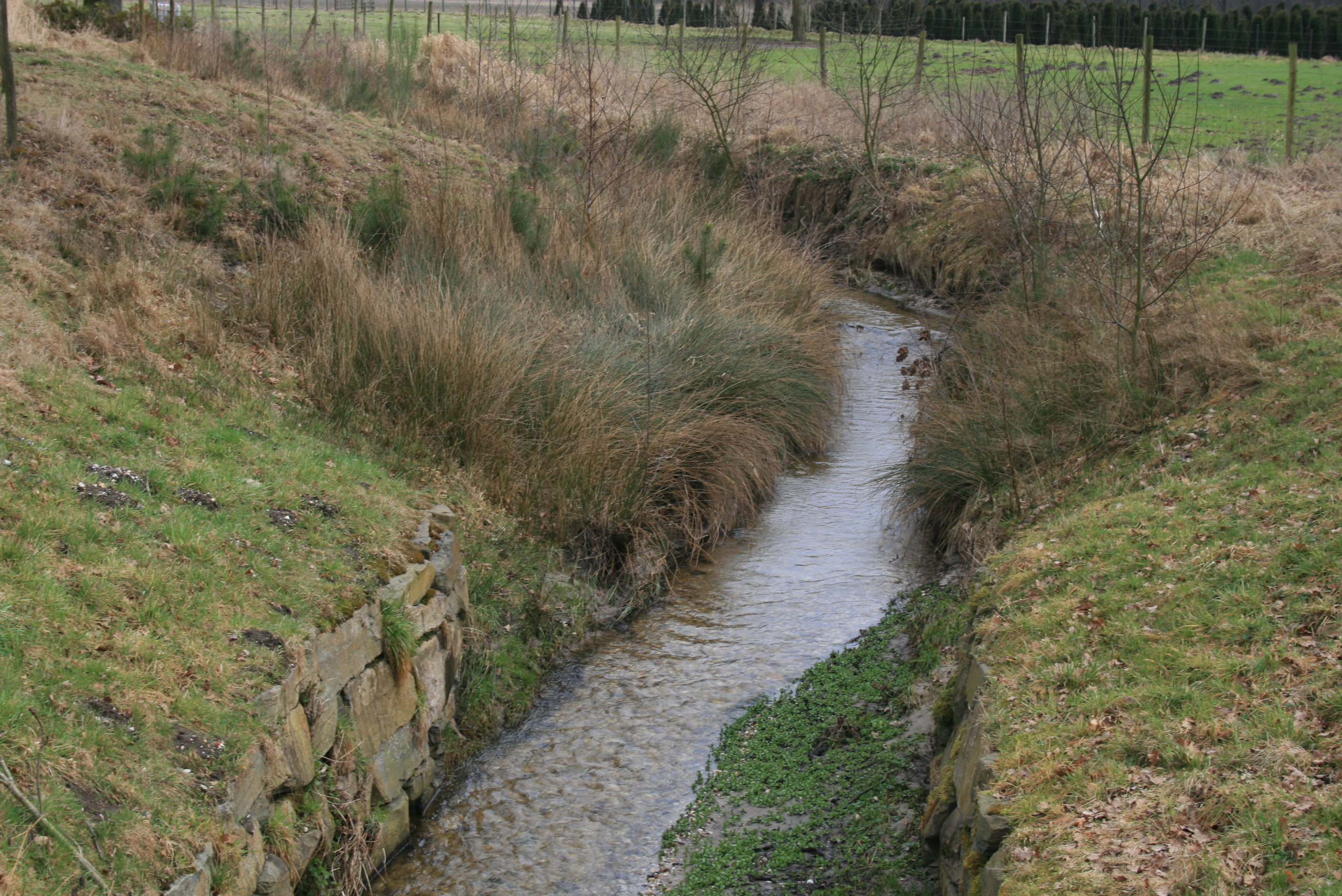
Der Rothenbach
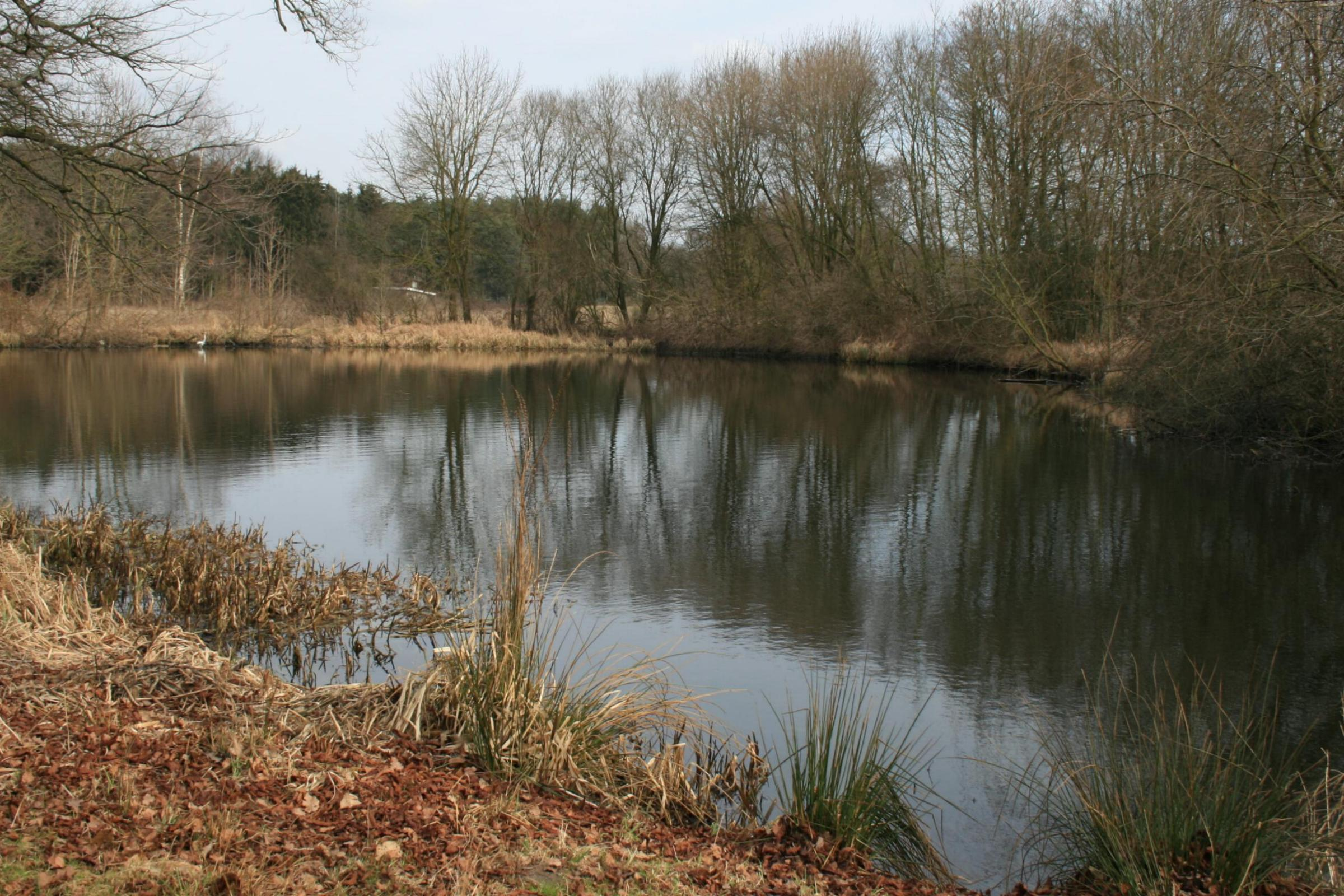
Der Mühlenweiher an der Gitstapper Mühle
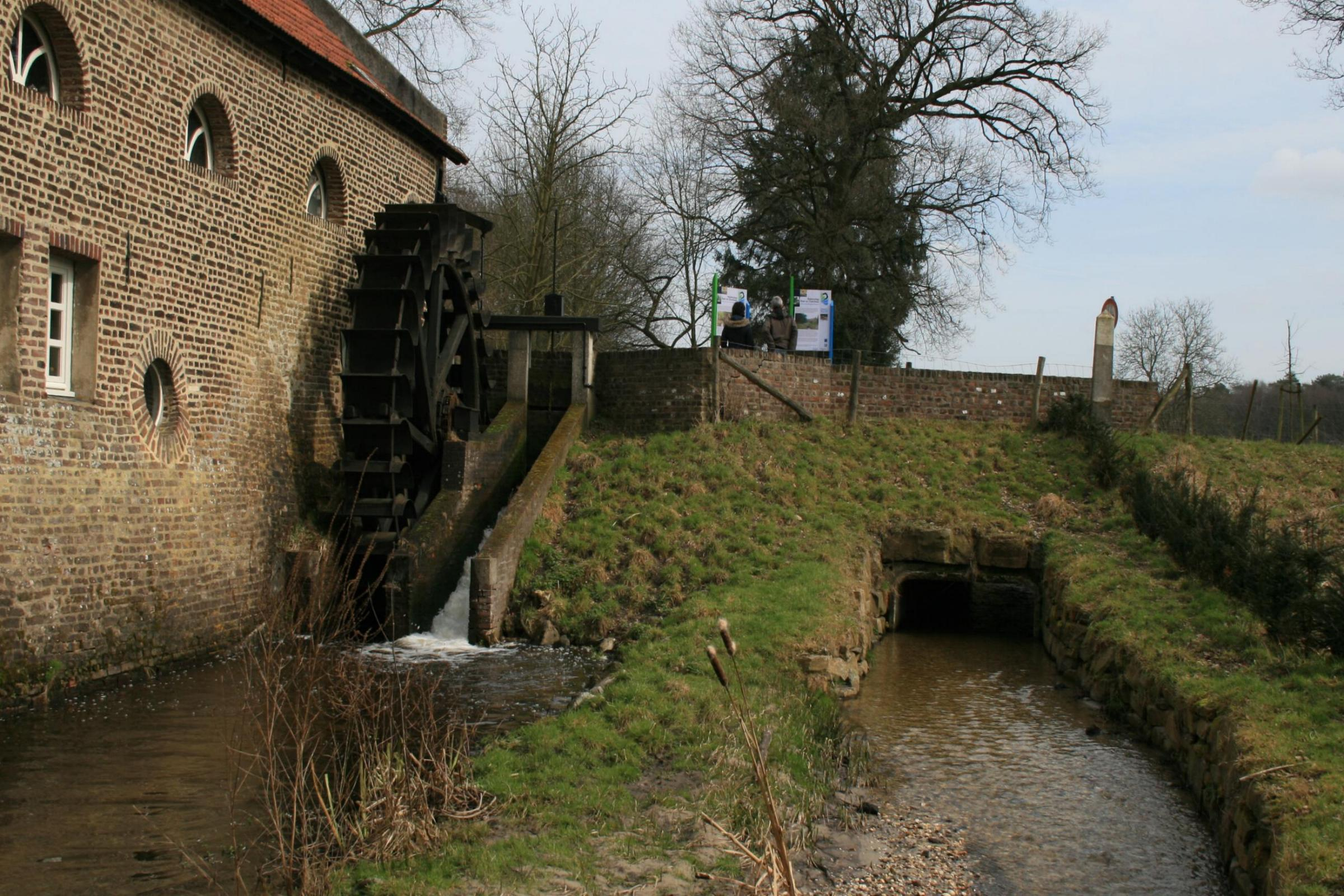
Das Mühlenrad und der Rothenbach
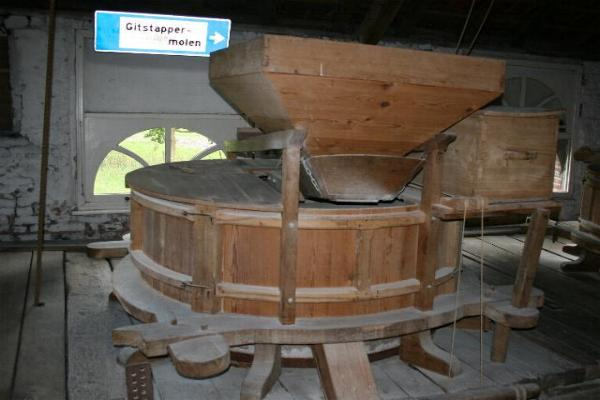
Mahlgang in der Gitstapper Mühle
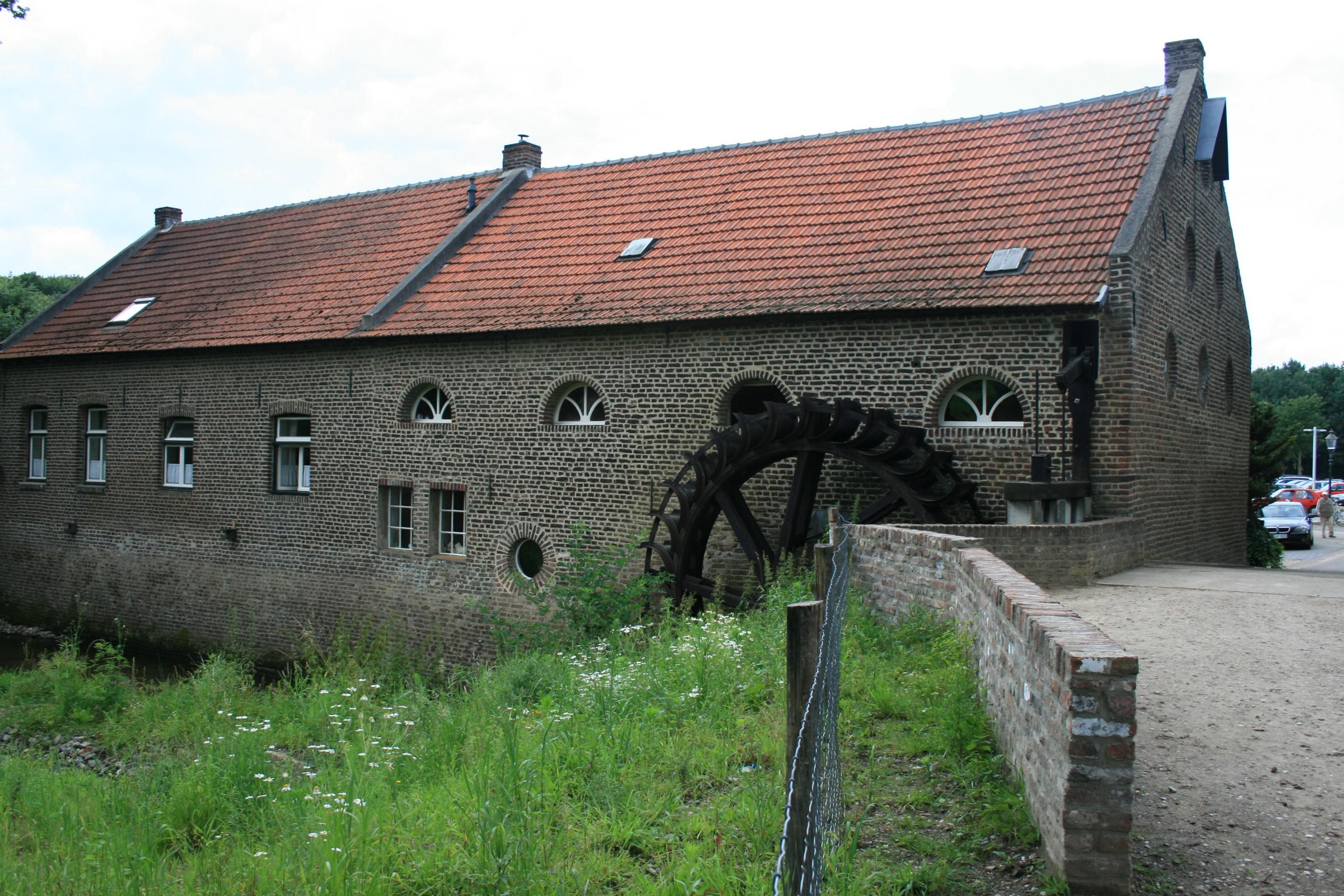
Gitstapper Mühle
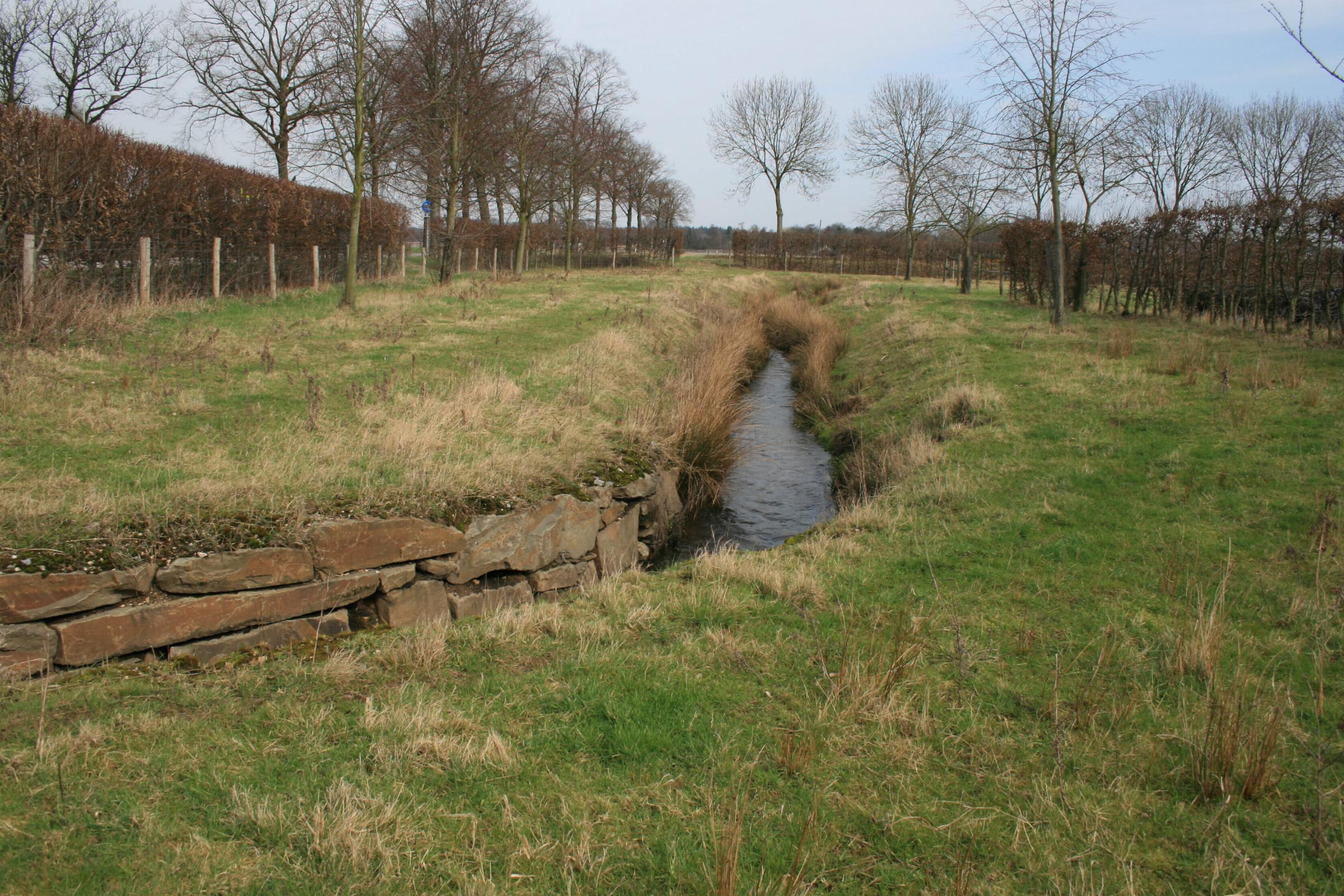
Der Rothenbach kurz vor der Mündung in Vlodrop
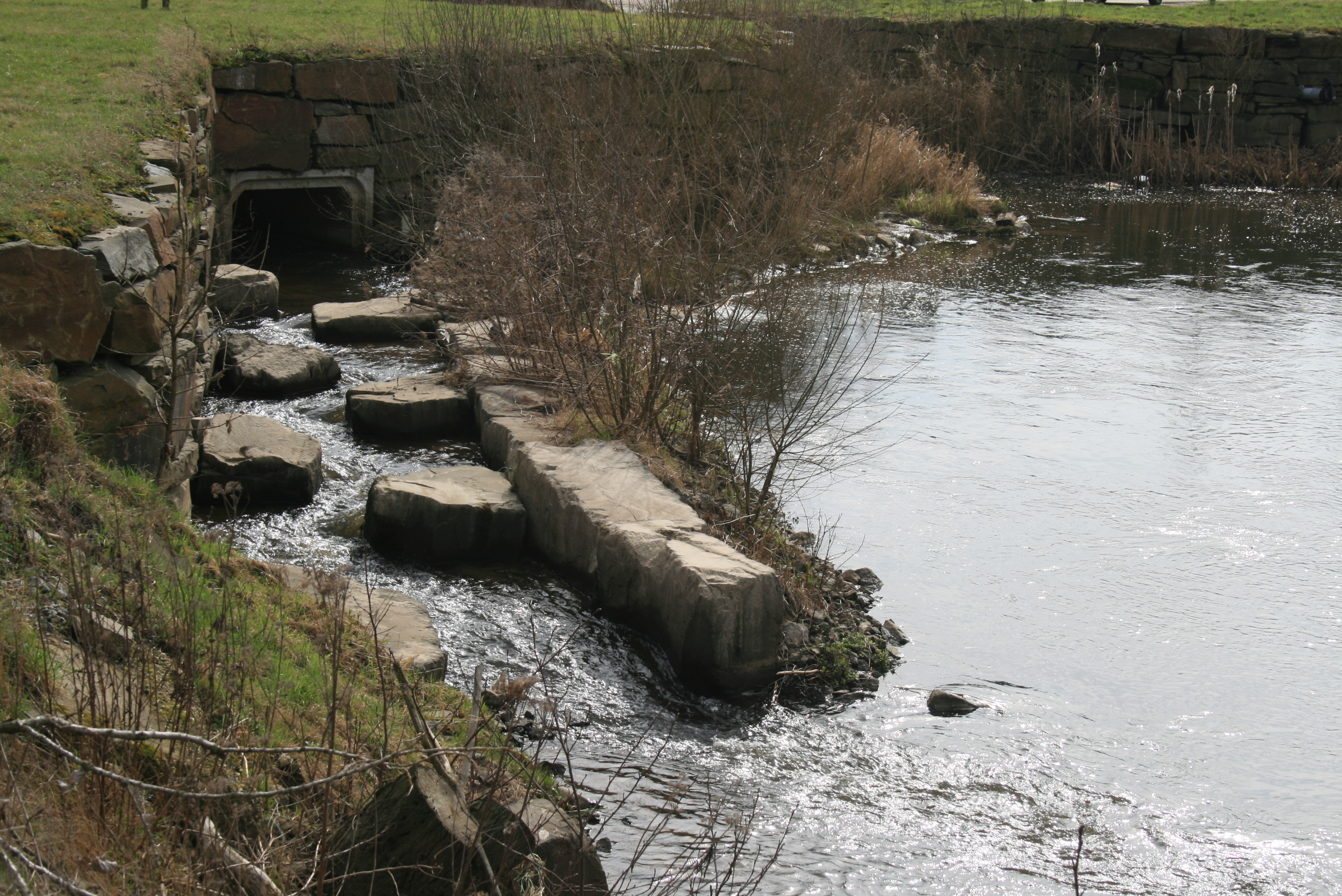
Mündung des Rothenbachs in die Rur mit Fischtreppe